# Sigfrido IV di Boyneburg
Sigfrido IV di Boyneburg o di Homburg (1095 circa – 27 aprile 1144) della casa di Northeim fu conte di Boyneburg (1107–1144) e Vogt (balivo) delle abbazie di Corvey, Bursfelde e Helmarshausen.

## Biografia
Era l'unico figlio del conte Sigfrido III di Boyneburg dalla casa di Northeim e della contessa Adelaide di Holstein.
Intorno al 1129 fondò l'abbazia di Amelungsborn, il più antico monastero cistercense ancora esistente in Germania. Costruì l'Homburg vicino a Oldendorp (l'odierna Stadtoldendorf), vicino all'abbazia di Amelungsborn di fronte al castello dei conti di Everstein.
L'8 novembre 1141, Sigfrido concesse all'abbazia benedettino di Northeim vari diritti e ne confermò anche la proprietà (come Tiftlingerode vicino a Duderstadt) con l'intenzione di proteggere l'abbazia di Northeim dalle pretese dell'arcivescovo di Magonza e dagli attacchi del conte di Dassel. Nonostante egli ebbe come moglie Richenza di Immenhausen, figlia del conte Dudo, con Sigfrido IV von Boyneburg la linea maschile dei Northeime si estinse nel 1144. La moglie su risposò successivamente con Enrico, conte di Assel, anch'egli al secondo matrimonio.